# Mitobatula
Mitobatula is een geslacht van hooiwagens uit de familie Gonyleptidae.
De wetenschappelijke naam Mitobatula is voor het eerst geldig gepubliceerd door Roewer in 1931. 

## Soorten
Mitobatula is monotypisch en omvat slechts de volgende soort:
- Mitobatula castanea